# أدولف إيرمان
يوهان بيتر أدولف إيرمان (31 أكتوبر 1854- 26 يونيو 1937) (بالألمانية: Johann Peter Adolf Erman) هو عالم مصريات ومعجمي ألماني، يُعرف بكونه مؤسس مدرسة برلين للمصريات.

## مسيرته
ولد في برلين، وكان ابن جورج أدولف إيرمان، وهو حفيد عالم الفيزياء الألماني بول إيرمان من جهة أبيه، وحفيد عالم الفلك فريدريش بيسل من جهة أمه.

## وصلات خارجية
- أدولف إيرمان على موقع الموسوعة البريطانية (الإنجليزية)